# Multi Protocol Label Switching - Transport Profile
Multi Protocol Label Switching - Transport Profile (MPLS-TP) detto anche T-MPLS (Transport-Multi Protocol Label Switching), è una tecnologia in via di standardizzazione congiunta  da parte  dell'Internet Engineering Task Force (IETF) e dell'ITU-T. Entrambi gli enti standardizzeranno gli stessi contenuti secondo le loro rispettive metodologie.
Il lavoro di standardizzazione ha come fine la definizione di una variante dell'MPLS come nuova tecnologia di trasporto per realizzare reti a commutazione di pacchetto con le stesse caratteristiche tipiche delle reti a commutazione di circuito, soprattutto in termini di tempi di protezione e di capacità di monitoraggio e gestione della rete (funzioni di Operation, Administration and Maintenance o OAM).
Le attuali reti a commutazione di circuito non consentono sufficiente flessibilità per l'utilizzo ottimale della banda di trasmissione in presenza di dati a flusso non costante, creando così nel tempo un potenziale collo di bottiglia per lo sviluppo delle applicazioni dati. Le reti a commutazione di pacchetto, invece, essendo concepite proprio per questo tipo di trasmissione rappresentano una buona soluzione, tuttavia le tecnologie di trasporto a pacchetto attuali, come l'MPLS, non prevedono tutta una serie di informazioni di servizio, fondamentali per le reti telefoniche, né meccanismi di protezione di rete efficienti.
L'obiettivo dell'MPLS-TP/T-MPLS è quindi ottenere una tecnologia che possa far evolvere le attuali reti a commutazione di circuito, concepite per la telefonia tradizionale, in reti a commutazione di pacchetto mantenendo gli stessi livelli di controllabilità di rete e di garanzia della qualità e della disponibilità del segnale. Questa evoluzione si rende necessaria in seguito alla diffusione crescente di applicazioni basate sui dati (Internet, Video on Demand tramite cavo telefonico o fibra ottica, telefonia su IP, servizi di download digitale eccetera) che si appoggiano alla rete di trasporto telefonica e alla conseguente riduzione del traffico telefonico tradizionale, sempre più minoritario.
L'MPLS-TP/T-MPLS viene definito come un profilo dell'MPLS che si caratterizza per:
- utilizzare lo stesso formato di trama dell'MPLS
- supportare solo trasporto di tipo orientato alla connessione (connection-oriented), rimuovendo il supporto di tutti i meccanismi di distribuzione non deterministica o auto-appresa
- utilizzare un sottoinsieme rielaborato dei protocolli di segnalazione per creare e proteggere i circuiti in modo autonomo (control plane) rispettando il comportamento connection-oriented
- aggiungere una serie di informazioni di OAM che consentono di monitorare la rete e gestire in modo automatico situazioni di guasto
- aggiungere meccanismi di protezione di rete equivalenti a quelli delle reti di trasporto a commutazione di circuito, sia in termini di architettura che di tempi di intervento (tipicamente inferiori ai 50ms)
- garantire la possibilità di trasportare contemporaneamente segnali informativi pacchettizzati di qualsiasi tipo, in particolare dati (Ethernet, IP, ATM, ...) e telefonia tradizionale (PDH o SDH tramite l'emulazione di circuito)

Gli elementi di base di questa nuova tecnologia sono già stati standardizzati sia da ITU-T che da IETF mentre il lavoro di standardizzazione congiunto è ancora in corso di completamento per gli aspetti di rete più complessi.